# Кловнови убице из свемира
Кловнови убице из свемира (енгл. Killer Klowns from Outer Space) америчка је научнофантастична филмска хорор комедија из 1988. године, коју су направили Браћа Чиодо, са Џејсоном Лајвлијем, Сузана Снајдер Џоном Аленом Нелсоном, Ројалом Дејном и Џоном Верноном у главним улогама. Радња је смештена у измишљеном градићу, чије становнике прогањају и убијају свемирски кловнови.
Филм је сниман у Вотсонвилу, Калифорнија. Премијерно је приказан 27. маја 1988. Добио је претежно позитивне критике, са просечном оцену од 76% на сајту Ротен томејтоуз. Сматра се култним класиком.
Иако је наставак неколико пута био у плану, никада није реализован.

## Радња
Свемирски кловнови убице тероришу становнике малог града по имену Кресент Ков. Мајк Тобако, његова пријатељица Деби Стоун и полицајац Дејв Хансон, који је уједно и Дебин бивши дечко, покушавају да зауставе кловнове и спасу своје суграђане.

## Улоге
| Глумац          | Улога           |
| --------------- | --------------- |
| Грант Крејмер   | Мајк Тобако     |
| Сузана Снајдер  | Деби Стоун      |
| Џон Ален Нелсон | Дејв Хансон     |
| Џон Вернон      | Кертис Муни     |
| Мајкл С. Сигел  | Рич Теренци     |
| Питер Ликаси    | Пол Теренци     |
| Ројал Дејно     | фармер Џин Грин |
| Чарлс Чиодо     | Јојо Кловнзила  |
| Кристофер Титус | Боб Макрид      |
| Клер Бартл      | мала девојчица  |